# Деан (име)
Деан је лично мушко име. Користи се у народима и земљама Јужних Словена (Словенија, Босна и Херцеговина, Хрватска, Србија, Црна Гора, Северна Македонија, Бугарска). То је универзално име и не означава етнички или национални идентитет особе која носи то лично име, него се особа тог имена етнички или национално идентификује према пореклу или осећању.
Постоји неколико тумачења порекла овог имена. Име Деан је првенствено енглеског порекла. Енглеско име „Dean“ које се на енглеском језику чита и изговара као „Дин“ потиче од англосаксонских и староенглеских речи „дене“ и „дену“, што значи „долина“. Први носиоци овог имена живели су у англосаксонској Енглеској у планинским или брдовитим пределима, где је назив означавао њихово пребивалиште („особа из долине“). Касније се почело користити и као име и као презиме, које на свом матерњем енглеском језику има разне правописе (Dean, Deane, Deen). Са друге стране, име може бити изведено из грчке речи „δεκανός“ („деканос“), што значи „десетар“ или „главни међу десеторицом“. Порекло може бити и англиканизација хебрејске именице דין, што значи „закон“, „правда“ или „пресуда“. Женска варијанта овог имена је „Деана“.

## Популарност
Ово име у енглеској варијанти је веома популарно у САД и од 1900. године до 2005. године увек се налазило међу првих четристо имена. Посебно је било популарно до 1960. године. Чешће се давало дечацима. Познати глумац Џејмс Дин (James Dean) носи ово име. У неком периоду од 1998. године до 2008. године ово име је било међу првих сто у Аустралији, Канади, Ирској и Шкотској. Име је популарно и у многим другим земљама.